# 2000年度香港名牌選舉得獎名單
2000年度香港香港名牌選舉於2001年在工展會頒發。新增「網上最受歡迎品牌」選舉。

## 香港十大名牌得獎品牌
- 斧頭牌
- 鱷魚恤
- 鷹牌
- 威馬
- 獅球嘜
- 龍發製藥
- 紅A牌
- 壽桃牌
- 世界通
- 維他奶

網上最受歡迎品牌
- 鱷魚恤